# Norra Mosaren
Norra Mosaren är en sjö i Karlstads kommun i Värmland och ingår i Göta älvs huvudavrinningsområde.